# Ausma
Ausma é um filme de drama letão de 2015 dirigido e escrito por Laila Pakalniņa. Foi selecionado como representante de seu país ao Oscar de melhor filme estrangeiro em 2017.

## Elenco
- Vilis Daudzins
- Antons Grauds
- Andris Keiss
- Liena Smukste
- Wiktor Zborowski